# Гимн Республики Абхазия
«Аиаа́ира» (с абх. — «Победа») — национальный гимн частично признанной Республики Абхазии. Автором музыки гимна является композитор Валерий Чкадуа, текста — поэт Геннадий Аламиа.

## История
С провозглашением независимости Абхазии в 1992 был утверждён государственный гимн. После избрания на пост Президента Сергея Багапша был издан законопроект «О государственном гимне Республики Абхазия» был принят в третьем чтении 24 октября 2007. Начальный мотив и слова абхазской революционно-освободительной песни «Кьараз» легли в основу абхазского гимна.

## Текст

### Перевод
Вперёд, вперёд,

Абхазские сыновья,

Для Абхазии кровь проливавшие,

Абхазские сыновья!

За независимость кровь проливавшие,

Абхазские сыновья!

О-хо-хо-о-хо-о-рада!

О-хо-хо-о-хо-Pаида-pа!

Как солнце в небе,

ты всегда Абхазия!

Твоя любовь согрела бесчисленные сердца,

с горами и морями на тебе.

Совесть мужская тоже тебя обижает,

Звездная, святая Абхазия!

Рада, Рейда, Рарира!

Рада, Рерама, Рераша!

Мать героя,

где рождается нарт - как свято!

Абхазия, да благословит тебя мир

на тысячи лет вперёд.

Дети объединяются как один народ,

Братья плечом к плечу.

Идите, абхазы!

Братья, идите!

В Закавказье,

мы всегда здесь,

Бог смотрит здесь,

для лучшего будущего!

Идите, абхазы!

Солнце встает!

Какое светлое будущее!

Любить навсегда,

это благословение Бога для

Светлое будущее Абхазии!